# دونالد هاوگود
دونالد هاوگود (انگلیسی: Donald Hawgood; ۲۰ مارس ۱۹۱۷ – ۸ ژوئیهٔ ۲۰۱۰) قایقران کانو اهل کانادا بود.